# Vilhelmine Møller
Vilhelmine Møller (voluit Frederikke Vilhelmine Møller, Kopenhagen, 8 oktober 1845 – Vangede, 24 december 1936) was een Deens huismoeder in een weeshuis, vrouwenrechtenactiviste en tevens moordenaar. Møller was een intersekse persoon en had dus zowel mannelijke als vrouwelijke geslachtskenmerken. 
Omdat Møller vanaf 1907 als man door het leven moest gaan, moest deze zich Frederik Vilhelm Møller noemen. In de Deense geschiedenis wordt Møller vanwege deze wijziging gezien als de eerste persoon die officieel van geslacht is veranderd.

## Biografie
Vilhelmine werd geboren als dochter van de metaalbewerker Christian Frederik Møller en diens vrouw Caroline Wilhelmine Hansen. Vilhelmine groeide op in Kopenhagen. In 1856 overleed vader Christian, waarna de grootouders Vilhelmine in huis opnamen.
Møller begon naarmate hen opgroeide meer op een jongen te lijken, waardoor moeder Caroline haar dochter begon te verafschuwen. Vilhelmine ging voor het 12e levensjaar reeds het huis uit, om als dienstmeisje te gaan werken. Omdat Møller niet bepaald handig was, betaalde een werkgever na een half jaar werk geen loon uit, maar presenteerde een rekening vanwege de vele beschadigde spullen. Bij een andere werkgever heeft Møller een lamsbout gestolen. Møllers moeder en jongere broers en zussen hadden bijna niets te eten en konden de lamsbout dus goed gebruiken. Vanwege die diefstal moest Møller voor 10 dagen naar de gevangenis. Daar luisterde hen naar de verhalen die prostituées vertelden over hun leven. Door deze verhalen kwam Møller sterker in het geloof te staan. Møller vond zichzelf geen mooi meisje, omdat hen beginnende baardgroei had. Deze baardgroei heeft hen ook weerhouden om seks te hebben; Møller zag seks als een perverse zonde.
Na de gevangenis besloot Møller zich bij meerdere volkshogescholen aan te melden om een studie te kunnen volgen. Bij een van de scholen leerde Vilhelmine Møller Møller Andersen kennen. In 1880 deed Andersen een aanbod om bij zijn weeshuis Godthåb (Goede Hoop) in Frederiksberg te gaan werken. Korte tijd later deed hij een nieuw aanbod om bij zijn andere weeshuis te gaan werken. Vilhelmine Møller koos hiervoor en werd huismoeder en leidster bij het weeshuis Kana. Het feit dat Møller zich niet als afstandelijke leidster opstelde, maar ervoor koos om de jongens te helpen bij het spelen en soms zelfs mee te doen, maakte Møller een geliefd leidster van het tehuis. Ook beschreef Møller deze manier van opvoeden in het blad Samaritanen, waardoor er enige bekendheid met Møllers werk ontstond. Møller werd een gerespecteerd persoon onder andere weeshuisleiders. 
Vilhelmine Møller ging zich ook inzetten voor het vrouwenkiesrecht. In 1889 ontving Møller 1500 voorkeursstemmen tijdens een open vergadering van Kvindevalgretsforeningen, een vereniging die zich inzette voor het vrouwenkiesrecht, waarna Møller tot het bestuur toetrad. In 1893 werd Møller vanwege verdachtmakingen weer uit het bestuur gezet. Møller mocht geen artikelen meer schrijven voor het tijdschrift Hvad vi vil ('Wat wij willen').

## De zaak-Møller
Een van de jongens waar Møller bij in het weeshuis kwam werken, was Volmer Sjøgren. Volmer woonde voor zijn 10e reeds in het tehuis. Omdat Volmer  Sjøgren moeite had met slapen en Møller de jongen graag mocht, liet Volmer toe dat Møller af en toe bij hem in bed sliep. Sjøgren sliep ook op 14-jarige leeftijd nog af en toe bij zijn weesmoeder in bed. Hierdoor lag hij soms met zijn erectie tegen Møller aan. Op den duur raakte de weesmoeder hierdoor van slag en ontstonden er ook meer romantische gevoelens voor Sjøgren. Deze gevoelens zorgden ervoor dat Møller slechter ging slapen. De huisarts van het weeshuis, dokter Gottschalk, schreef een slaapmiddel met chloraal voor. Tijdens Sjøgrens verjaardagsfeestje gaf Møller hem een glas alcohol waar een slaapmiddel aan was toegevoegd. Nadat de jongen misselijk naar bed was gebracht, ging Møller nog bij hem kijken. Sjøgren lag in diepe slaap in bed. Møller wikkelde twee wollen dekens om zijn hoofd en zorgde er zo voor dat hij geen adem kon halen. De volgende ochtend werd de jongen bewegingsloos in bed gevonden. Gottschalk werd ontboden en na onderzoek constateerde hij een natuurlijke dood. Volgens de huisarts was Sjøgren gestorven aan een beroerte.
Na de uitvaartplechtigheid stuurde Møller Sjøgrens moeder een brief, waarin Møller beschreef hoe Sjøgren het in het tehuis had gehad en dat ze hem in een 'fraaie gele kist met uitgesneden bloemen, kruisen en veel kransen' ten grave hadden gedragen. Møller vertelde dat Volmer een lastige jongen was, dat hij duistere kanten had en dat zij zich niet te veel van de dood van haar zoon moest aantrekken. Daarnaast beloofde Møller haar in de zomer het graf netjes te zullen bijhouden.

### Opname en onderzoek
Deze laatste belofte kon Møller echter nooit nakomen. Louis, een kamergenoot van Volmer Sjøgren, vertelde zijn biologische moeder wat er 's nachts nog wel eens in de kamer van de weesmoeder gebeurde. Louis' moeder besloot dit met de oprichter en eigenaar van het weeshuis, dhr. Andersen, te bespreken. Andersen confronteerde Møller met het verhaal, Møller trok wit weg terwijl deze het verhaal aanhoorde, en ontkende de gebeurtenissen ten stelligste. Møller kreeg later een zenuwinzinking en werd opgenomen in een psychiatrisch ziekenhuis. Andersen heeft melding van "valse" beschuldigingen gedaan bij de politie. Hierna werd Møller door de politie verhoord. De politie vond tegenstrijdigheden in de gegeven verklaringen. Het lichaam van Sjøgren werd opgegraven en er werd autopsie op gepleegd. Tijdens de autopsie bleek dat huisarts Gottschalk een verkeerde diagnose had gesteld en dat Sjøgren door verstikking was omgekomen. 
Ook na met deze feiten geconfronteerd te zijn, bleef Møller ontkennen schuldig te zijn. Ondanks meerdere verhoren kwam de schuldbekentenis pas nadat Møller in de gevangenis een Paasdienst had bijgewoond. Doordat Møller enigszins bekendheid genoot als vrouwenrechtenactivist, kwam de pers snel op de hoogte. De kranten Politiken en Socialdemokraten schreven elke dag over de zaak en lieten ook de moeder van Sjøgren aan het woord, dit was nieuw voor die tijd. Als activist werd Møllers ascese toegedicht, maar na het bekend raken van de moord werd Møllers daad gruwelijk genoemd. Zelf verklaarde Møller Volmer te hebben verdorven door hun seksuele relatie. Door het beëindigen van zijn leven, had  Møller naar eigen zeggen Volmer geholpen met het verkrijgen van een nieuw leven dat in de hemel beter zou zijn dan hier op aarde. Møller gaf aan een slaapmiddel in Volmers fruitdrankje te hebben gedaan om hem vervolgens in bed te verstikken, om te voorkomen dat Volmer hun relatie na het verlaten van het tehuis bekend zou maken. De politie wilde weten of Møller ook andere jongens had misbruikt, wat Møller ontkende, en wat de precieze aard van hun relatie was geweest. Møller gaf aan dat er nooit sprake van penetratie was geweest. Hoewel dit bij de agenten vreemd overkwam, lieten zij het verder met rust. Na de verhoren werd Møller opgesloten in een vrouwengevangenis. Bij latere verhoren was districtsrechter Brun aanwezig; hij vroeg Møller of die misschien geen vrouw, maar een man was. Brun vond namelijk dat Møller wel erg breedgeschouderd was en een te diepe stem had voor een vrouw. Møller ontkende ten stelligste een man te zijn: "Ik ben wie ik ben. Een vrouw van bijna 50. Moge God het u vergeven, meneer de rechter."
Omdat Brun niet van het antwoord overtuigd was, liet hij Møller onderzoeken door de gevangenisarts. Professor Stadfeldt ontdekte tussen de benen van Møller een kleine penis en een misvormd scrotum met testes. Stadfeldt oordeelde dat Møller geen vrouw was en ook geen hermafrodiet. maar een man. Hierop werd Møller naar een mannengevangenis in Christianshavn overgeplaatst en moest voortaan mannenkleding dragen. In deze gevangenis schreef Møller ook de autobiografie Dobbeltmennesket ('De dubbele man'). Bij vervolgonderzoeken bleek dat Møller ook een seksuele relatie met een vrouw, een assistente, had onderhouden. 

### Rechtszaak en veroordeling
Møller verdedigde zich door te stellen dat deze leed onder de foutief toegekende genderrol. Deze genderrol werd opgelegd door de ouders. Møllers moeder gaf in een getuigenis aan dat zij dacht dat haar baby een dochter was, omdat de penis zo klein was.
Na een rechtszaak van 3 maanden werd Møller, toen bekend onder de naam Vilhelmi Frederik Møller, op 4 maart 1894 veroordeeld tot de doodstraf. Ondanks een beroep van Møllers advocaat oordeelde het hooggerechtshof op 22 juni dat jaar dat Møller toerekeningsvatbaar was. Koning Christiaan zette echter uit barmhartigheid op 21 juli de doodstraf om naar levenslang zware arbeid. Hierdoor werd Jens Nielsen in 1892 de laatste Deen die is geëxecuteerd voor een misdaad begaan tijdens vredestijd.

## Gratie
Nadat een aantal jongens uit het weeshuis Vana een pleidooi bij de koning hadden gehouden, kreeg Møller in 1905 gratie. Møller trouwde nog dat jaar met Agnes Larsen, een bewaarster uit de vrouwengevangenis. Na de bruiloft kreeg Møller werk bij het advocatenkantoor van de advocaat die bij Møllers proces de verdediging had gevoerd. Twee jaar later nam Møller officieel de nieuwe naam Frederik Vilhelm Schmidt aan.
Agnes overleed in 1925. Schmidt overleed als een vrij persoon in 1936 in Vangede, een voorstad van Kopenhagen, in de leeftijd van 91 jaar.